# Acropimpla buddha
Acropimpla buddha là một loài tò vò trong họ Ichneumonidae.